# Rautalampi
Rautalampi est une municipalité du centre de la Finlande, dans la province de Finlande orientale et la région de Savonie du Nord.

## Histoire
La paroisse est l'une des plus anciennes du centre de la Finlande. Elle fut en effet fondée à partir de Sysmä en 1561 et comprenait alors le nord de l'actuelle région de Finlande-Centrale et la frange occidentale de l'actuelle Savonie du Nord. Pas moins de 27 communes actuelles ont fait partie à un moment où à un autre de la paroisse de Rautalampi.
Aujourd'hui, Rautalampi est une commune peu peuplée, ayant perdu 50 % de ses habitants depuis son maximum historique de 7000 âmes au début des années 1950. L'agriculture et l'exploitation de la forêt restent les principales ressources.

## Géographie
Le paysage est pittoresque, avec un entrelacs de lacs (ils couvrent 28 % du territoire de la commune) qui en fait une importante destination estivale pour les touristes finlandais. On y trouve 1600 maisons de vacances qui apportent un soutien réel à l'économie pendant les mois d'été.
Le Parc national de Konnevesi Sud, créé en 2014, est connu pour ses peintures rupestres préhistoriques.
Les municipalités voisines sont Vesanto au nord-ouest, Tervo au nord, Suonenjoki à l'est, Pieksämäki au sud (Savonie du Sud), Hankasalmi au sud-ouest et Konnevesi à l'ouest (les 2 en Finlande-Centrale). Rautalampi est sur la route nationale 9.

## Démographie
Depuis 1980, l'évolution démographique de Rautalampi est la suivante, :
| Année      | 1980  | 1985  | 1990  | 1995  | 2000  | 2005  |
| ---------- | ----- | ----- | ----- | ----- | ----- | ----- |
| population | 4 793 | 4 663 | 4 408 | 4 226 | 3 867 | 3 678 |

| Année      | 2010  | 2015  | 2020  |
| ---------- | ----- | ----- | ----- |
| population | 3 475 | 3 303 | 3 115 |

## Politique
Les élections municipales finlandaises de 2017 ont donné la composition du conseil municipal suivante:
| Parti | Parti                           | Voix en 2017  | Sèges  |
| ----- | ------------------------------- | ------------- | ------ |
|       | Parti du centre                 | 40,6 % (−2,5) | 9 (−1) |
|       | Parti social-démocrate          | 15,0 % (+1,8) | 3 (±0) |
|       | Vrais Finlandais                | 13,1 % (−3,7) | 3 (−1) |
|       | Parti de la coalition nationale | 11,4 % (+3,3) | 2 (+1) |
|       | Alliance de gauche              | 9,8 % (+1,9)  | 2 (+1) |
|       | Chrétiens-démocrates            | 5,1 % (+0,8)  | 1 (±0) |
|       | Liste commune du groupe 3D      | 4,9 % (+4,9)  | 1 (+1) |

## Économie

### Principales sociétés
En 2020, les principales entreprises de Naantali par chiffre d'affaires sont :
| Société                   | C.A. |
| ------------------------- | ---- |
| Easydoing Oy              | 4 M€ |
| Savon Taimen Oy           | 4 M€ |
| Ecomet Oy                 | 3 M€ |
| Kierinniemen Hoitokoti Oy | 2 M€ |
| Raurent Oy                | 2 M€ |
| Hanka-Taimen Oy           | 2 M€ |
| Neste Rautalampi          | 2 M€ |
| Sepon Kaluste Oy          | 2 M€ |
| Loviisan Smoltti Ab Oy    | 1 M€ |
| KuikkaTrans Oy            | 1 M€ |

### Principaux employeurs
En 2020, les principaux employeurs sont :
| Employeur                              | Emplois |
| -------------------------------------- | ------- |
| Easydoing Oy                           | 33      |
| Sepon Kaluste Oy                       | 22      |
| Ecomet Oy                              | 22      |
| Raurent Oy                             | 18      |
| Mehiläinen Ykköskoti Hermanninranta Oy | 15      |
| Rautalammin Metsäkonemiehet Oy         | 8       |
| Asamak Oy                              | 5       |
| Savon Turvetyö Oy                      | 5       |
| PTI-Palvelut Oy                        | 5       |
| Kuljetusliike Hämy Trans Oy            | 4       |

## Jumelages
Les villes jumelles de Rautalampi sont :
- Lettonie : Aizkraukle
- Norvège :  Grue
- Suède : Torsby
- Russie : Raïon des rives de l'Onega
- Estonie : Paistu

## Personnalités
| - Otto Carl Rehbinder (1797-1873) - Juho Heimonen (1861–1930) - Kustaa Jalkanen (1862–1921) - August Raatikainen (1874–1937) - Ville Heimonen (1875–1951) | - Matti Janhunen (1902-1963) - Mikko Hult (1915–1993) - Urpo Korhonen (1923–2009) - Anne Hänninen (1958-) - Sisko Hanhijoki (1962-) |

## Galerie

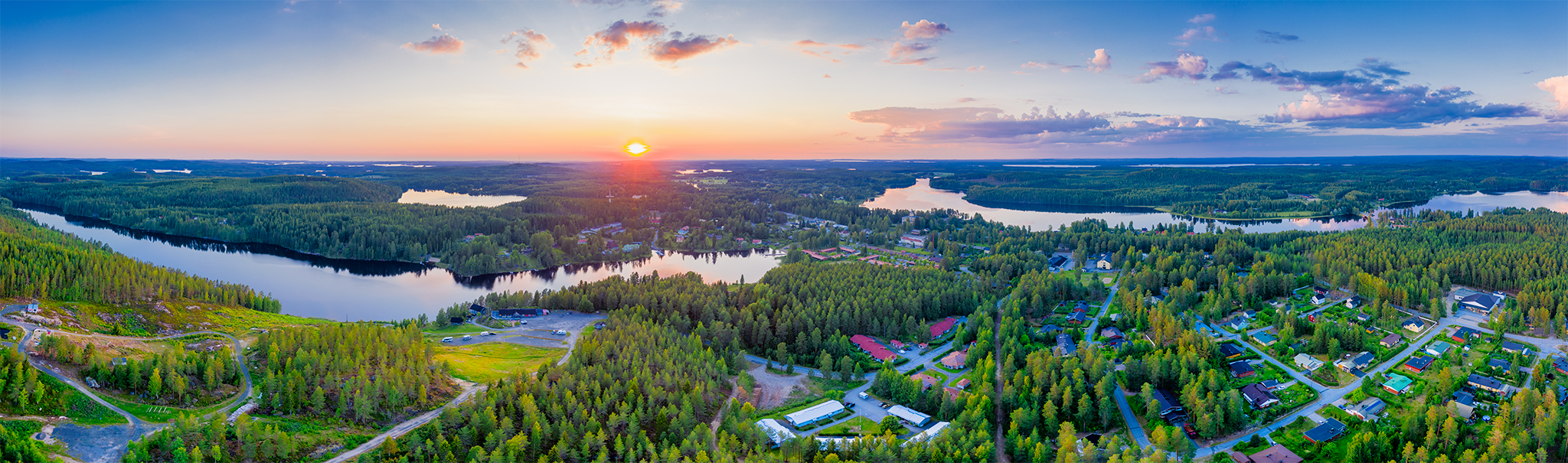
Rautalampi en 2020.

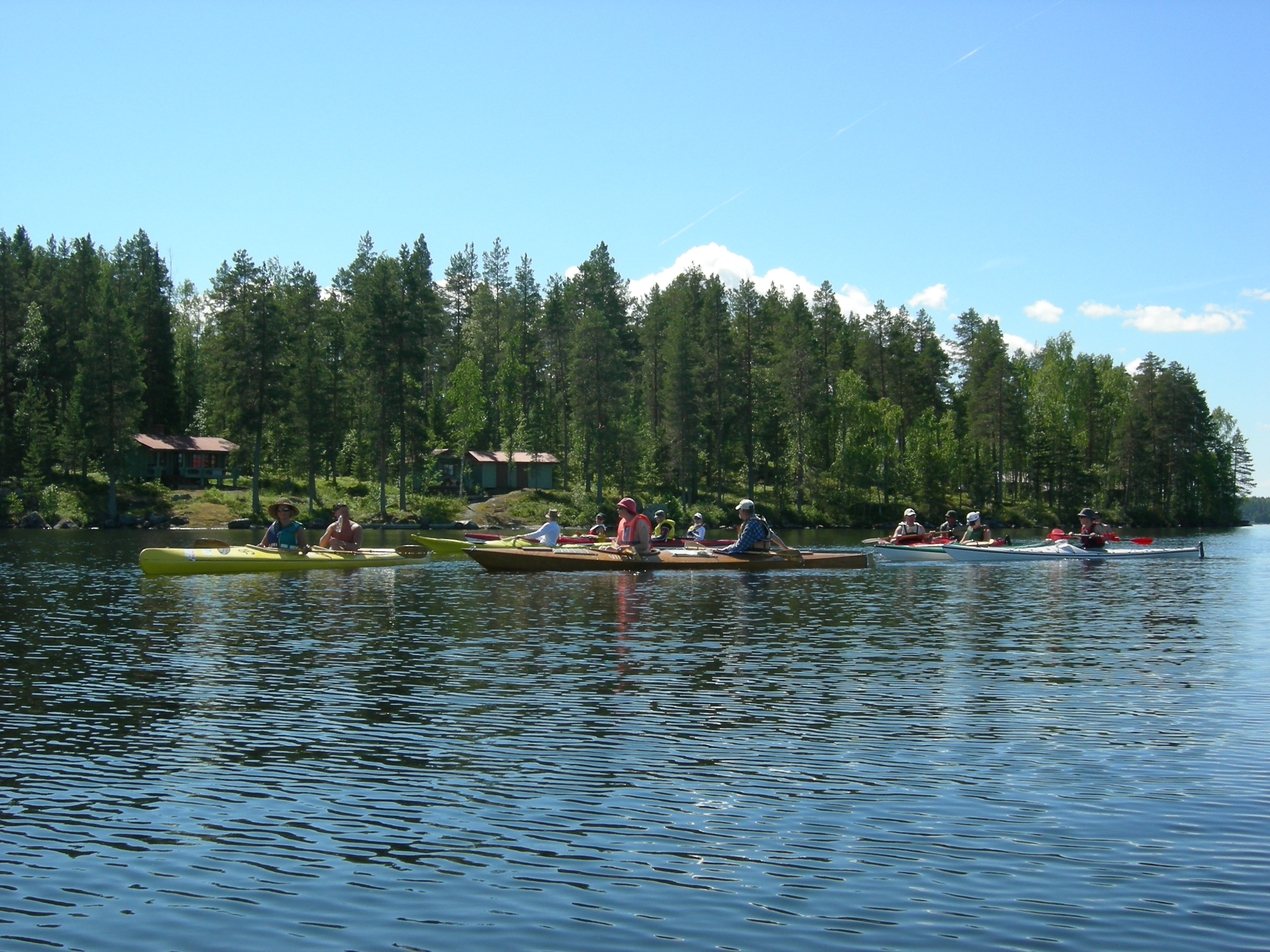
Parc national de Konnevesi Sud
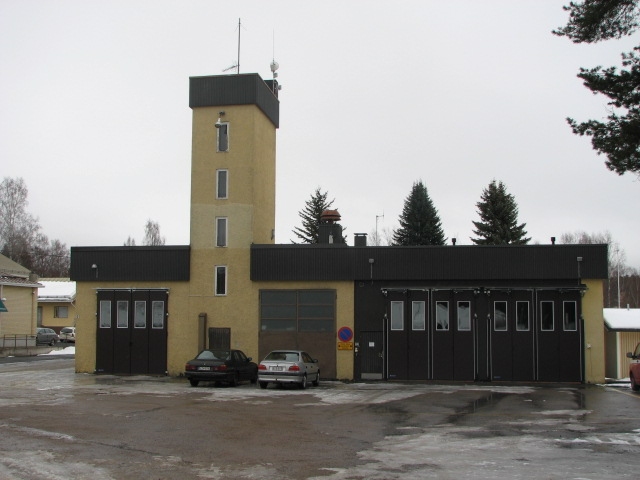
Caserne de pompiers.
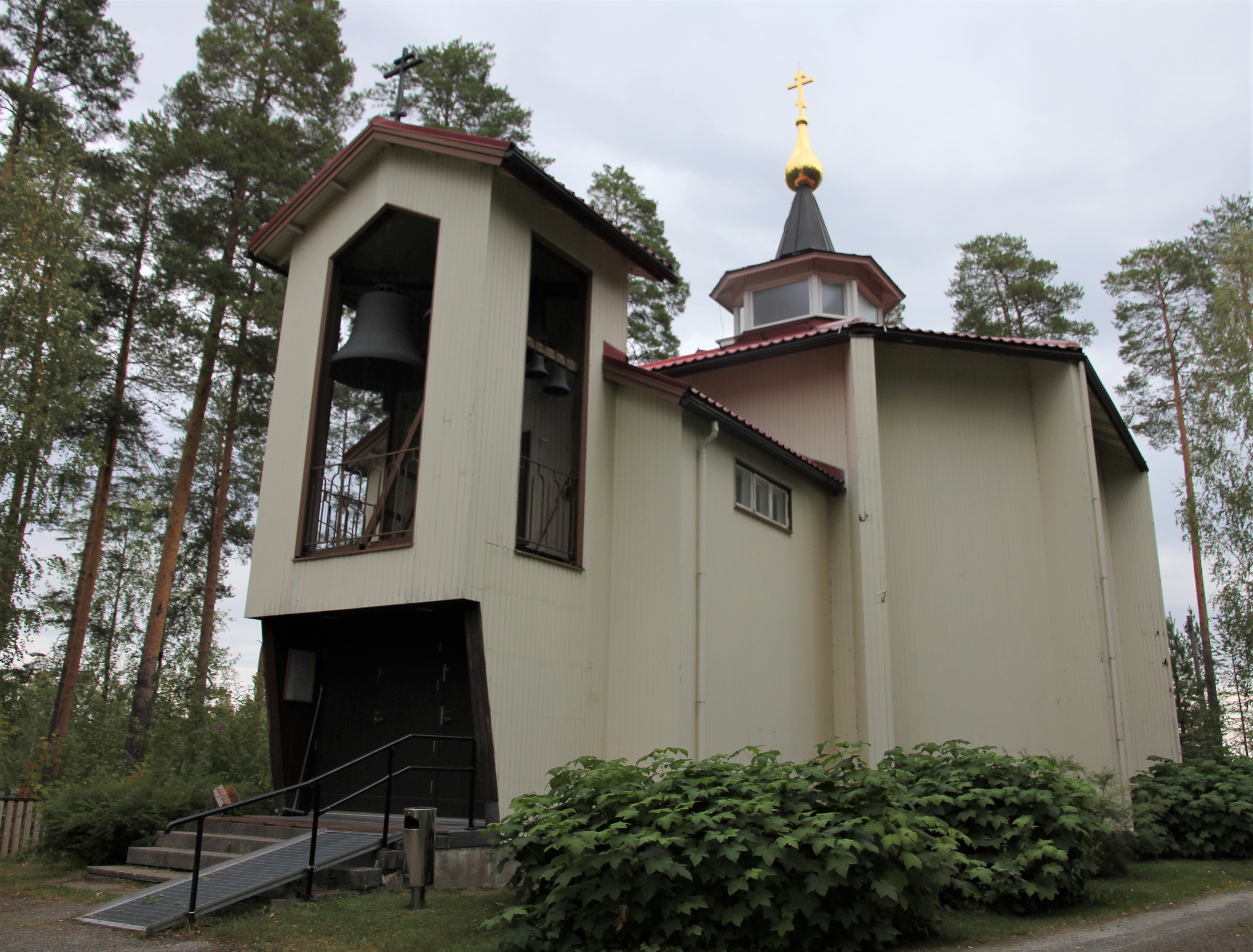
Eglise orthodoxe.
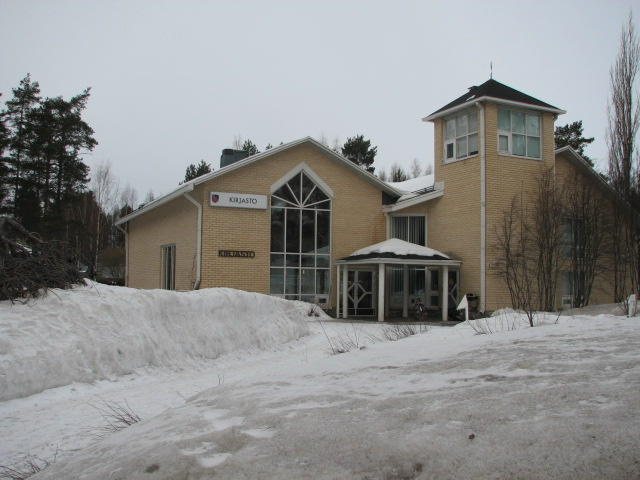
Bibliothèque municipale.